# La Croix-en-Touraine
La Croix-en-Touraine ist eine französische Gemeinde mit 2.484 Einwohnern (Stand: 1. Januar 2022) im Département Indre-et-Loire in der Region Centre-Val de Loire; sie gehört zum Arrondissement Loches und zum Kanton Bléré. Die Einwohner werden Crucifixiens und Crucifixiennes oder Crucificiens und Crucificiennes genannt.

## Geografie
La Croix-en-Touraine liegt in der historischen Provinz Touraine (auch Jardin de la France genannt) nahe dem Fluss Cher, der die Gemeinde im Süden begrenzt, etwa 25 Kilometer östlich von Tours. Umgeben wird La Croix-en-Touraine von den Nachbargemeinden Amboise im Norden, Civray-de-Touraine im Osten, Bléré im Süden sowie Dierre im Westen.

## Bevölkerungsentwicklung
| Jahr      | 1962 | 1968 | 1975 | 1982 | 1990 | 1999 | 2006 | 2018 |
| Einwohner | 1237 | 1188 | 1260 | 1668 | 1798 | 1973 | 2145 | 2348 |

## Sehenswürdigkeiten
- Pfarrkirche Saint-Quentin-des-Près aus dem 12. Jahrhundert, Kapelle aus dem 15. Jahrhundert, seit 1943 als Monument historique klassifiziert
- Schloss La Herserie aus dem 19. Jahrhundert
- Schloss La Gaillardière mit Ursprüngen aus dem 16. Jahrhundert und Umgestaltungen aus dem 18. Jahrhundert, Fassaden und Dächer sind seit 1971 als Monument historique eingeschrieben
- Schloss Paradis, errichtet Ende des 15./Anfang des 16. Jahrhunderts, seit 1947 in Teilen als Monument historique eingeschrieben
- Park André, nach Édouard André benannt

## Persönlichkeiten
- Édouard André (1840–1911), Botaniker und Landschaftsgärtner, lebte ab 1871 in La Croix-en-Touraine

## Gemeindepartnerschaften
Mit der niedersächsischen Gemeinde Garrel besteht eine Partnerschaft (die sich auf alle Gemeinden des Kantons Bléré erstreckt) sowie seit 1996 mit der litauischen Gemeinde Birštonas im Bezirk Kaunas.